# Wachenheimer Rechbächel
Das Wachenheimer Rechbächel ist eine 3,2 Hektar umfassende Weinlage der Gemeinde Wachenheim im rheinland-pfälzischen Landkreis Bad Dürkheim.
Die Weinlage gehört zur Großlage Forster Mariengarten und wird nach der VDP-Qualitätspyramide als Erste Lage eingestuft. Der Boden besteht aus schwach lehmigem Sand. Das Rechbächel hat eine Höhe von 135 bis 150 Metern über NHN mit einer Neigung von 8,6 %. Riesling wird dort angebaut. Das Weingut Bürklin-Wolf bewirtschaftet die Lage. Die Lage wird durch den Goldbächel, dem Vorläufer des Goldbachs nach Süden begrenzt. 